# Serixia woodlarkiana
Serixia woodlarkiana là một loài bọ cánh cứng trong họ Cerambycidae.